# Ilex pseudoebenacea
Ilex pseudoebenacea är en järneksväxtart som beskrevs av Ludwig Eduard Loesener. Ilex pseudoebenacea ingår i släktet järnekar, och familjen järneksväxter. Inga underarter finns listade i Catalogue of Life.